# Zaluzianskya pilosissima
Zaluzianskya pilosissima är en flenörtsväxtart som beskrevs av O.M. Hilliard. Zaluzianskya pilosissima ingår i släktet Zaluzianskya och familjen flenörtsväxter. Inga underarter finns listade i Catalogue of Life.